# 小花扭柄花
小花扭柄花（学名：Streptopus parviflorus）为天门冬科扭柄花属的植物，是中国的特有植物。分布于中国大陆的四川、云南等地，生长于海拔2,000米至3,500米的地区，常生于灌丛中、林下或高山草地，目前尚未由人工引种栽培。
其种加词“Parviflorus”意为“小花的”。